# 테고 칼데론
테고 칼데론(Tego Calderón Rosario, 1972년 2월 1일 ~ )은 푸에르토리코의 랩퍼이다.

## 배우로 출연

### 영화
- 분노의 질주: 더 오리지널
- 분노의 질주: 더 익스트림